# 사이 영 상
사이 영 상(Cy Young Award)은 메이저 리그 베이스볼에서 매년 각 리그의 최고 투수에게 주어지는 상이다. 이 상은 명예의 전당에 헌액된 투수인 사이 영을 기리기 위해 1956년 커미셔너 포드 프릭에 의해 만들어졌다. 원래 사이 영 상은 전체 리그에서 한 명에게만 수여되었으나, 1967년 프릭이 은퇴한 뒤 각 리그마다 한 명씩 주는 것으로 바뀌었다.
수상 자격을 판단하는 투표단은 미국 야구 기자 협회의 기자들로 구성된다. 이들은 야구 팀이 있는 도시마다 두 명씩 배정되어 아메리칸 리그는 총 30명, 내셔널 리그는 총 30명의 투표단을 구성한다. 평가 점수는 다음 공식에 의해서 계산된다.
총점 = 5F + 3S + T
여기서 F는 1위표이며 S는 2위표, T는 3위표이다. 각 리그에서 이 총점을 가장 높게 받은 투수가 사이 영 상을 받는 것이다. 만약 동점자가 나올 경우 해당 인원에게 모두 수여된다.
위 공식은 1970년 시즌에 정립되었다. 이 공식이 생기기 전에는 기자들은 오직 최고의 선수 한 명만을 골라서 다수결로 결정하는 방식을 취했었다.
2019년에는 제이콥 디그롬이 내셔널 리그, 저스틴 벌랜더가 아메리칸 리그 수상자로 결정되었다.

## 수상자
| *           | 최우수 선수상을 함께 수상한 선수 (10명) |
| **          | 올해의 신인상을 함께 수상한 선수 (1명)  |
| 명예의 전당 | 명예의 전당에 헌액된 선수 (20명)        |

### 양대 리그 통합 수상 (1956년 ~ 1966년)

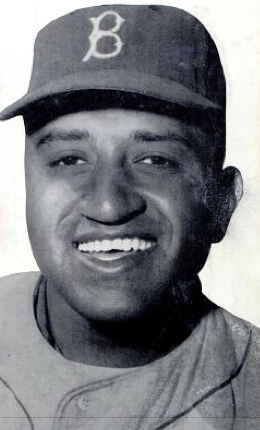
사이 영 상의 첫 수상자 돈 뉴컴

| 연도 | 투수            | 팀                         | 승패  | 세이브 | ERA  | 이닝 | 탈삼진 |
| ---- | --------------- | -------------------------- | ----- | ------ | ---- | ---- | ------ |
| 1956 | 돈 뉴컴         | 브루클린 다저스 (NL)       | 27–7  | 0      | 3.06 | 268  | 139    |
| 1957 | 워런 스판       | 밀워키 브레이브스 (NL)     | 21–11 | 3      | 2.69 | 271  | 111    |
| 1958 | 밥 털리         | 뉴욕 양키스 (AL)           | 21–7  | 1      | 2.97 | 245⅓ | 168    |
| 1959 | 얼리 윈         | 시카고 화이트삭스 (AL)     | 22–10 | 0      | 3.17 | 255⅔ | 179    |
| 1960 | 번 로           | 피츠버그 파이리츠 (NL)     | 20–9  | 0      | 3.08 | 271⅔ | 120    |
| 1961 | 화이티 포드     | 뉴욕 양키스 (AL)           | 25–4  | 0      | 3.21 | 283  | 209    |
| 1962 | 돈 드라이스데일 | 로스앤젤레스 다저스 (NL)   | 25–9  | 1      | 2.84 | 314⅓ | 232    |
| 1963 | 샌디 쿠팩스*    | 로스앤젤레스 다저스 (NL)   | 25–5  | 0      | 1.88 | 311  | 306    |
| 1964 | 딘 챈스         | 로스앤젤레스 에인절스 (AL) | 20–9  | 4      | 1.65 | 278⅓ | 207    |
| 1965 | 샌디 쿠팩스     | 로스앤젤레스 다저스 (NL)   | 26–8  | 2      | 2.04 | 335⅔ | 382    |
| 1966 | 샌디 쿠팩스     | 로스앤젤레스 다저스 (NL)   | 27–9  | 0      | 1.73 | 323  | 317    |

### 내셔널 리그 (1967년 ~ 현재)

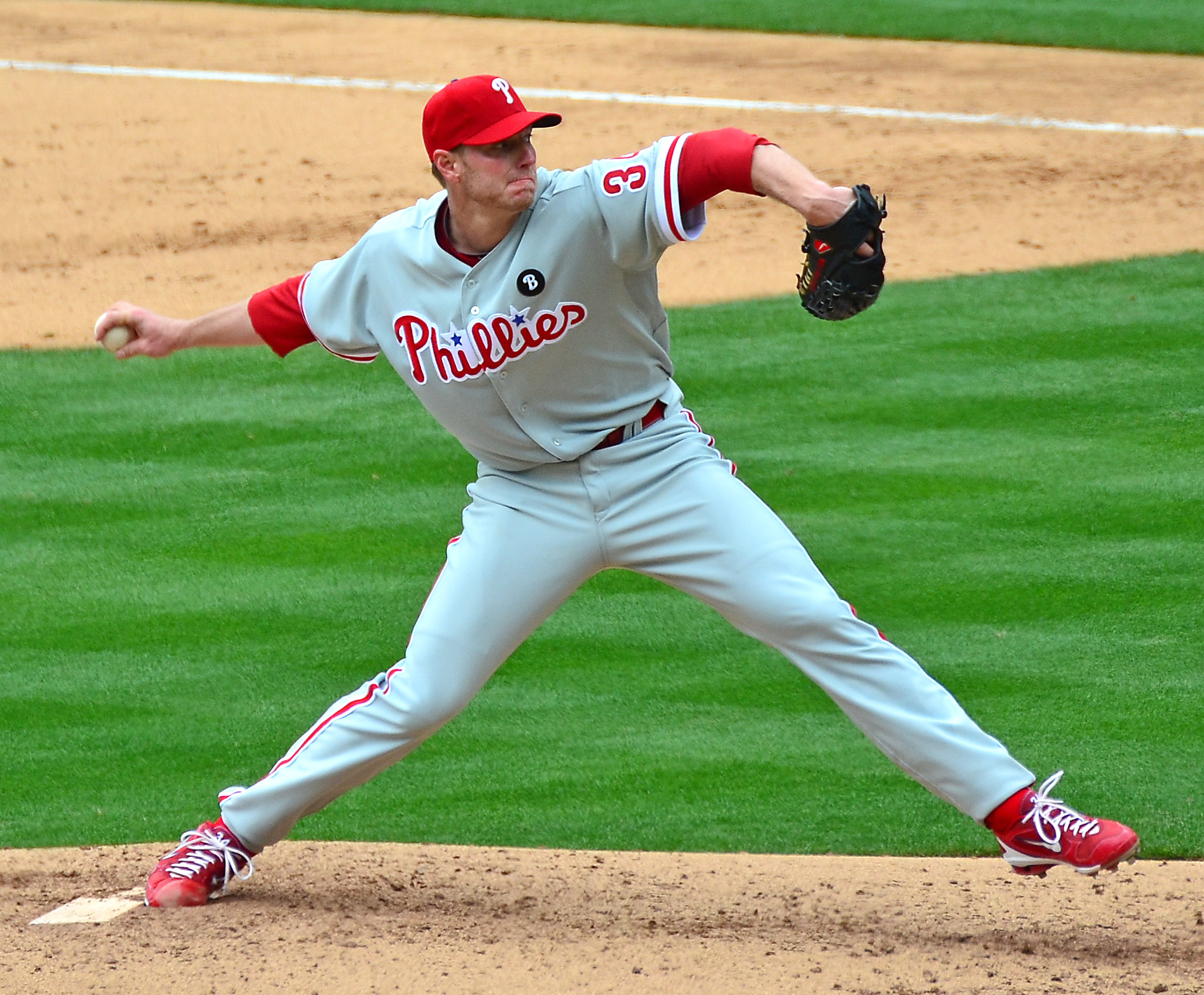
2003년 토론토 블루제이스와 2010년 필라델피아 필리스에서 모두 사이 영 상을 수상함으로써 양대 리그 수상자가 된 로이 할러데이

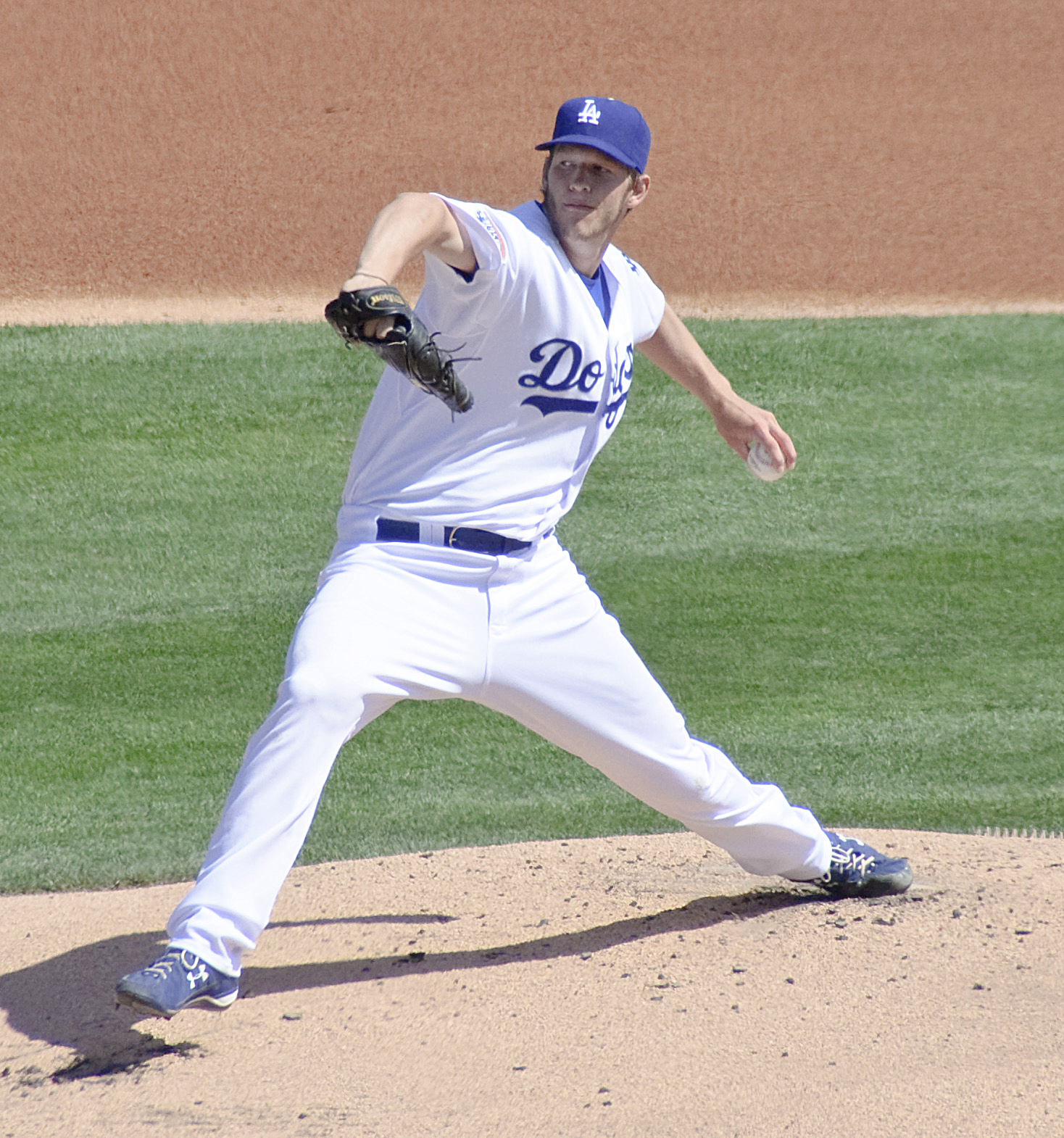
사이 영 상을 세 번 수상한 클레이턴 커쇼

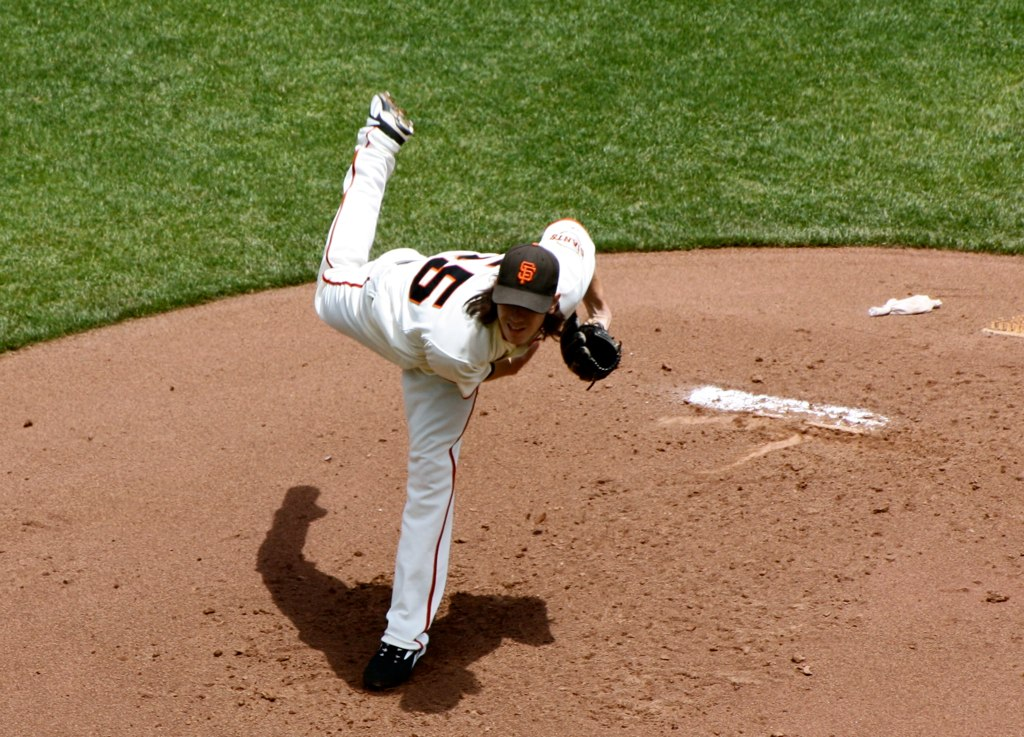
최초로 풀타임 첫 두 시즌에 모두 사이 영 상을 수상한 팀 린스컴

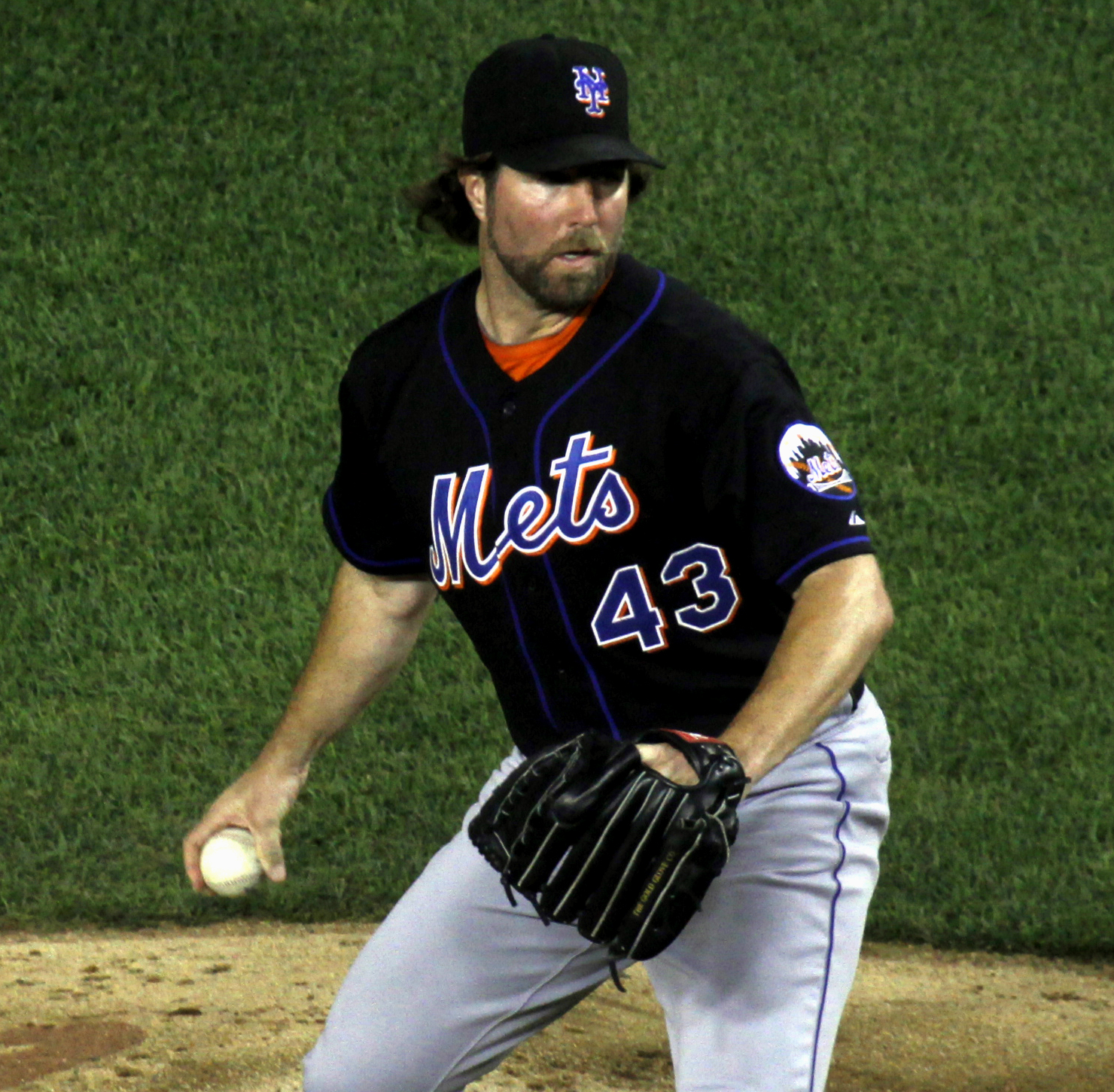
최초의 너클볼러 수상자인 R. A. 디키

| 연도 | 투수                  | 팀                      | 승패  | 세이브 | ERA  | 이닝  | 탈삼진 |
| ---- | --------------------- | ----------------------- | ----- | ------ | ---- | ----- | ------ |
| 1967 | 마이크 매코믹         | 샌프란시스코 자이언츠   | 22–10 | 0      | 2.85 | 262⅓  | 150    |
| 1968 | 밥 깁슨*              | 세인트루이스 카디널스   | 22–9  | 0      | 1.12 | 304⅔  | 268    |
| 1969 | 톰 시버               | 뉴욕 메츠               | 25–7  | 0      | 2.21 | 273⅓  | 208    |
| 1970 | 밥 깁슨               | 세인트루이스 카디널스   | 23–7  | 0      | 3.12 | 294   | 274    |
| 1971 | 퍼거슨 젠킨스         | 시카고 컵스             | 24–13 | 0      | 2.77 | 325   | 263    |
| 1972 | 스티브 칼턴           | 필라델피아 필리스       | 27–10 | 0      | 1.98 | 346⅓  | 310    |
| 1973 | 톰 시버               | 뉴욕 메츠               | 19–10 | 0      | 2.08 | 290   | 251    |
| 1974 | 마이크 마셜           | 로스앤젤레스 다저스     | 15–12 | 21     | 2.42 | 208⅓  | 143    |
| 1975 | 톰 시버               | 뉴욕 메츠               | 22–9  | 0      | 2.38 | 280⅓  | 243    |
| 1976 | 랜디 존스             | 샌디에이고 파드리스     | 22–14 | 0      | 2.74 | 315⅓  | 93     |
| 1977 | 스티브 칼턴           | 필라델피아 필리스       | 23–10 | 0      | 2.64 | 283   | 198    |
| 1978 | 게일로드 페리         | 샌디에이고 파드리스     | 21–6  | 0      | 2.73 | 260⅔  | 154    |
| 1979 | 브루스 수터           | 시카고 컵스             | 6–6   | 37     | 2.22 | 101⅓  | 110    |
| 1980 | 스티브 칼턴           | 필라델피아 필리스       | 24–9  | 0      | 2.34 | 304   | 286    |
| 1981 | 페르난도 발렌수엘라** | 로스앤젤레스 다저스     | 13–7  | 0      | 2.48 | 192⅓  | 180    |
| 1982 | 스티브 칼턴           | 필라델피아 필리스       | 23–11 | 0      | 3.11 | 295⅔  | 286    |
| 1983 | 존 데니               | 필라델피아 필리스       | 19–6  | 0      | 2.37 | 242⅔  | 139    |
| 1984 | 릭 섯클리프           | 시카고 컵스             | 16–1  | 0      | 2.69 | 244⅔  | 155    |
| 1985 | 드와이트 구든         | 뉴욕 메츠               | 24–4  | 0      | 1.53 | 276⅔  | 268    |
| 1986 | 마이크 스콧           | 휴스턴 애스트로스       | 18–10 | 0      | 2.22 | 275⅓  | 306    |
| 1987 | 스티브 베드로시안     | 필라델피아 필리스       | 5–3   | 40     | 2.83 | 89    | 74     |
| 1988 | 오렐 허샤이저         | 로스앤젤레스 다저스     | 23–8  | 1      | 2.26 | 267   | 178    |
| 1989 | 마크 데이비스         | 샌디에이고 파드리스     | 4–3   | 44     | 1.85 | 92⅔   | 92     |
| 1990 | 덕 드라벡             | 피츠버그 파이리츠       | 22–6  | 0      | 2.76 | 231⅓  | 131    |
| 1991 | 톰 글래빈             | 애틀랜타 브레이브스     | 20–11 | 0      | 2.55 | 246⅔  | 192    |
| 1992 | 그레그 매덕스         | 시카고 컵스             | 20–11 | 0      | 2.18 | 268   | 199    |
| 1993 | 그레그 매덕스         | 애틀랜타 브레이브스     | 20–10 | 0      | 2.36 | 267   | 197    |
| 1994 | 그레그 매덕스         | 애틀랜타 브레이브스     | 16–6  | 0      | 1.56 | 202   | 156    |
| 1995 | 그레그 매덕스         | 애틀랜타 브레이브스     | 19–2  | 0      | 1.63 | 209⅔  | 181    |
| 1996 | 존 스몰츠             | 애틀랜타 브레이브스     | 24–8  | 0      | 2.94 | 253⅔  | 276    |
| 1997 | 페드로 마르티네스     | 몬트리올 엑스포스       | 17–8  | 0      | 1.90 | 241⅓  | 305    |
| 1998 | 톰 글래빈             | 애틀랜타 브레이브스     | 20–6  | 0      | 2.47 | 229⅓  | 157    |
| 1999 | 랜디 존슨             | 애리조나 다이아몬드백스 | 17–9  | 0      | 2.49 | 271⅔  | 364    |
| 2000 | 랜디 존슨             | 애리조나 다이아몬드백스 | 19–7  | 0      | 2.64 | 248⅔  | 347    |
| 2001 | 랜디 존슨             | 애리조나 다이아몬드백스 | 21–6  | 0      | 2.49 | 249⅔  | 372    |
| 2002 | 랜디 존슨             | 애리조나 다이아몬드백스 | 24–5  | 0      | 2.32 | 260   | 334    |
| 2003 | 에릭 가니에           | 로스앤젤레스 다저스     | 2–3   | 55     | 1.20 | 82⅓   | 137    |
| 2004 | 로저 클레멘스         | 휴스턴 애스트로스       | 18–4  | 0      | 2.98 | 214⅓  | 218    |
| 2005 | 크리스 카펜터         | 세인트루이스 카디널스   | 21–5  | 0      | 2.83 | 241⅔  | 213    |
| 2006 | 브랜든 웹             | 애리조나 다이아몬드백스 | 16–8  | 0      | 3.10 | 235   | 178    |
| 2007 | 제이크 피비           | 샌디에이고 파드리스     | 19–6  | 0      | 2.54 | 223⅓  | 240    |
| 2008 | 팀 린스컴             | 샌프란시스코 자이언츠   | 18–5  | 0      | 2.62 | 227   | 265    |
| 2009 | 팀 린스컴             | 샌프란시스코 자이언츠   | 15–7  | 0      | 2.48 | 225⅓  | 261    |
| 2010 | 로이 할러데이         | 필라델피아 필리스       | 21–10 | 0      | 2.44 | 250⅔  | 219    |
| 2011 | 클레이턴 커쇼         | 로스앤젤레스 다저스     | 21–5  | 0      | 2.28 | 233⅓  | 248    |
| 2012 | R. A. 디키            | 뉴욕 메츠               | 20–6  | 0      | 2.73 | 233⅔  | 230    |
| 2013 | 클레이턴 커쇼         | 로스앤젤레스 다저스     | 16–9  | 0      | 1.83 | 236   | 232    |
| 2014 | 클레이턴 커쇼*        | 로스앤젤레스 다저스     | 21–3  | 0      | 1.77 | 198⅓  | 239    |
| 2015 | 제이크 아리에타       | 시카고 컵스             | 22–6  | 0      | 1.77 | 214⅓  | 236    |
| 2016 | 맥스 슈어저           | 워싱턴 내셔널스         | 20–7  | 0      | 2.96 | 228⅓  | 284    |
| 2017 | 맥스 슈어저           | 워싱턴 내셔널스         | 16–6  | 0      | 2.51 | 220⅔  | 268    |
| 2018 | 제이컵 디그롬         | 뉴욕 메츠               | 10–9  | 0      | 1.70 | 217   | 269    |
| 2019 | 제이컵 디그롬         | 뉴욕 메츠               | 11-8  | 0      | 2.43 | 204   | 255    |
| 2020 | 트레버 바우어         | 신시내티 레즈           | 5-4   | 0      | 1.73 | 73    | 100    |
| 2021 | 코빈 번스             | 밀워키 브루어스         | 11-5  | 0      | 2.43 | 167   | 234    |
| 2022 | 샌디 알칸타라         | 마이애미 말린스         | 14-9  | 0      | 2.28 | 228.2 | 207    |
| 2023 | 블레이크 스넬         | 샌디에이고 파드리스     | 14-9  | 0      | 2.25 | 180.0 | 234    |

- 섯클리프는 6월 13일 트레이드되었다. 그는 트레이드 전 아메리칸 리그 클리블랜드 인디언스에서는 4승 5패 평균자책점 5.15의 성적을 기록했으나, 내셔널 리그로 옮겨간 뒤 남은 시즌 동안 시카고 컵스에서 16승 1패 평균자책점 2.69의 성적을 올렸다. 합산 성적은 20승 6패 평균자책점 3.64였다.
- 2020년 시즌의 경우 코로나 바이러스로 인한 단축 시즌 시행

### 아메리칸 리그 (1967년  ~ 현재)

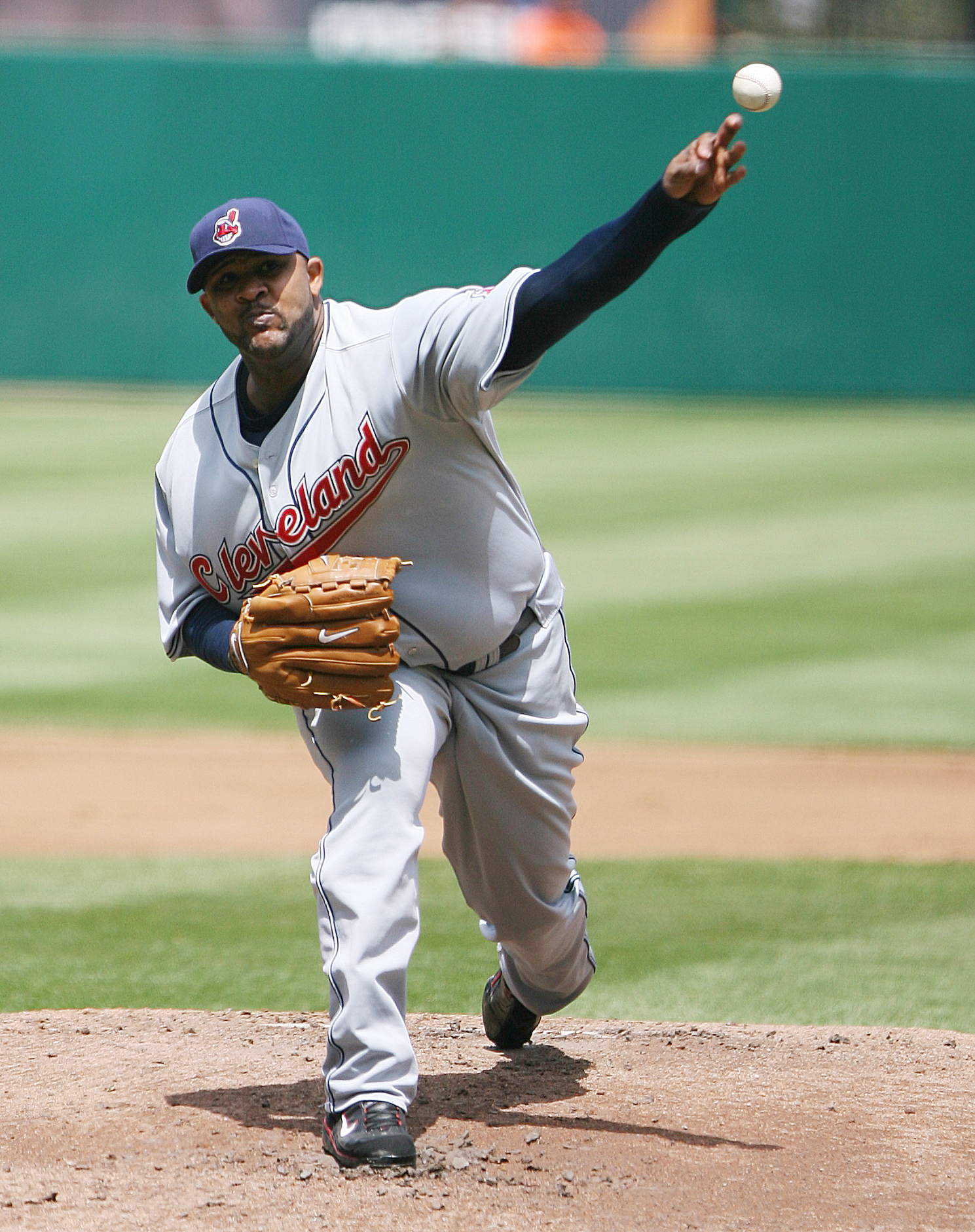
사이 영 상을 한 번 수상한 CC 사바시아

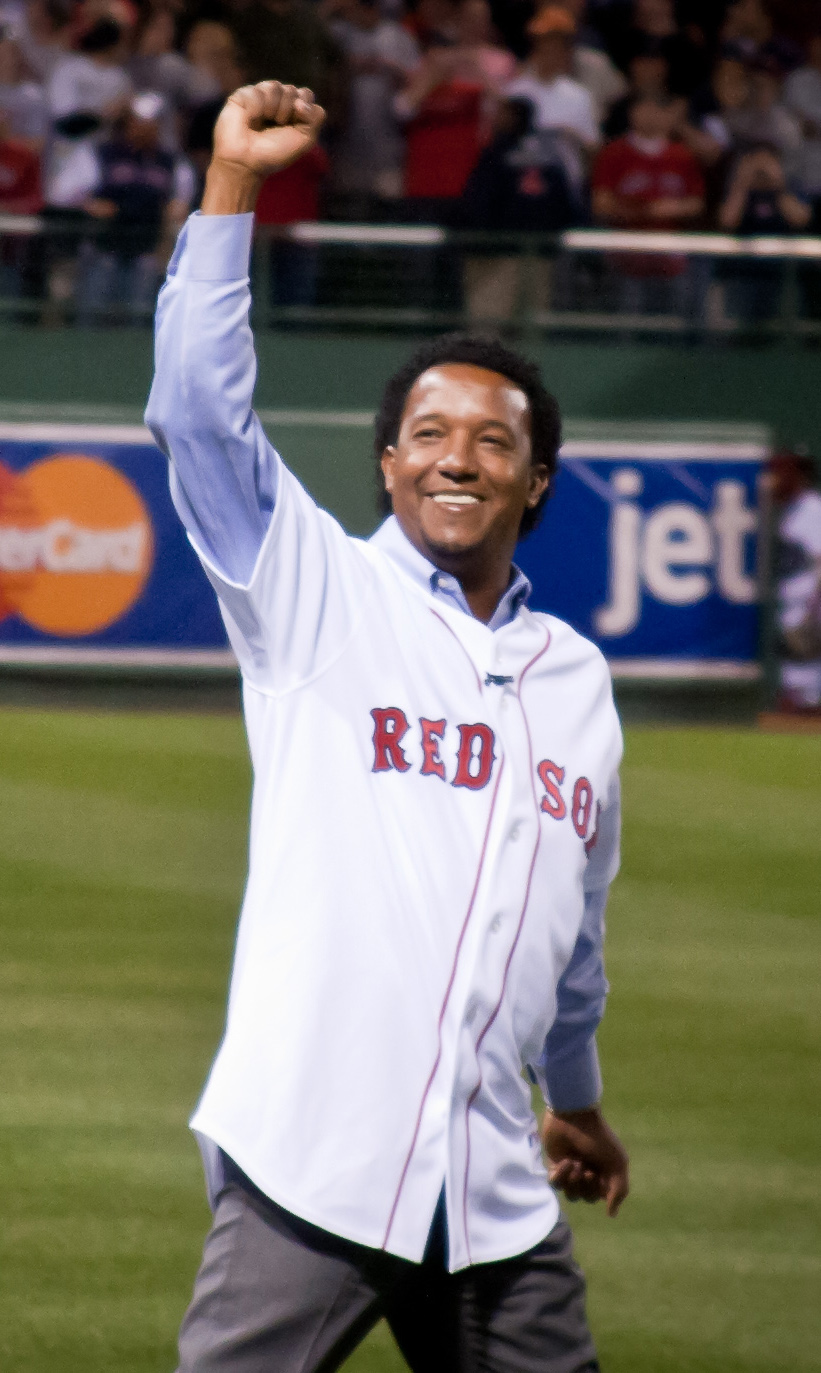
사이 영 상을 세 번 수상한 페드로 마르티네즈

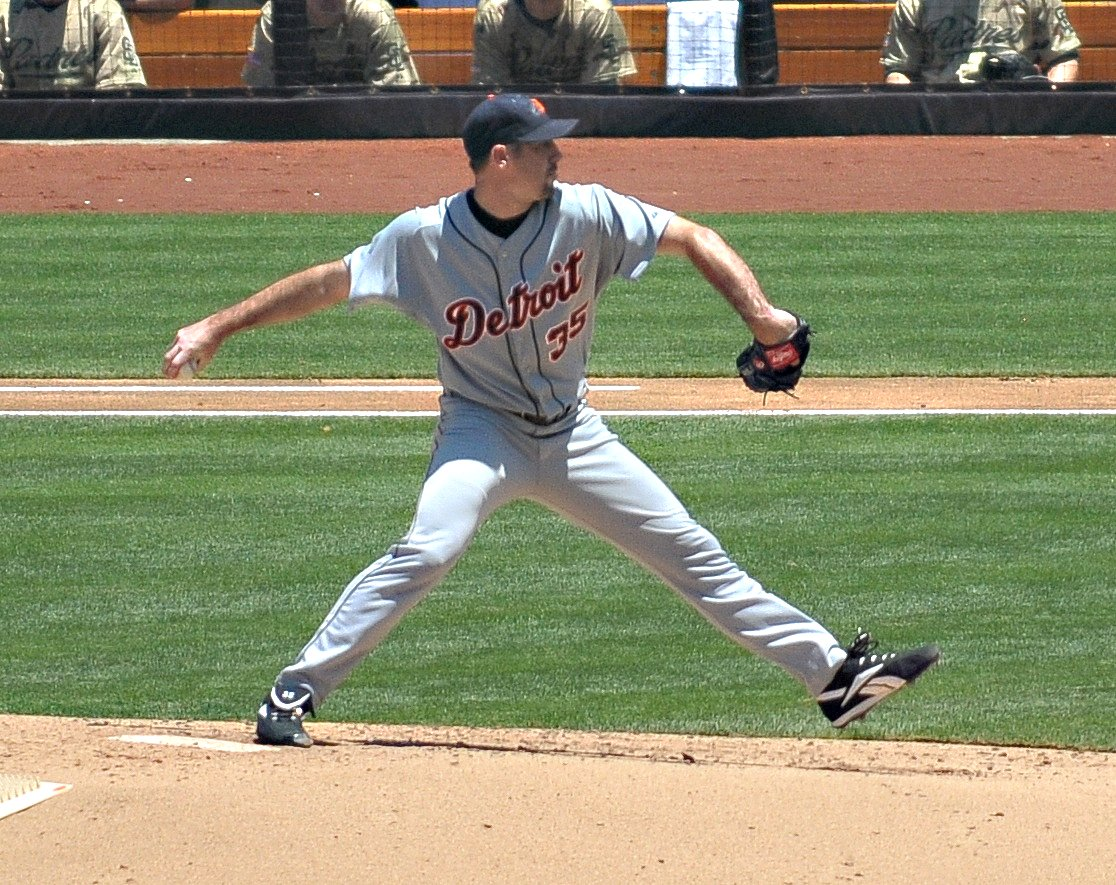
2011년에 저스틴 벌랜더는 AL 사이 영 상, AL 트리플 크라운, AL MVP를 모두 수상하였다.

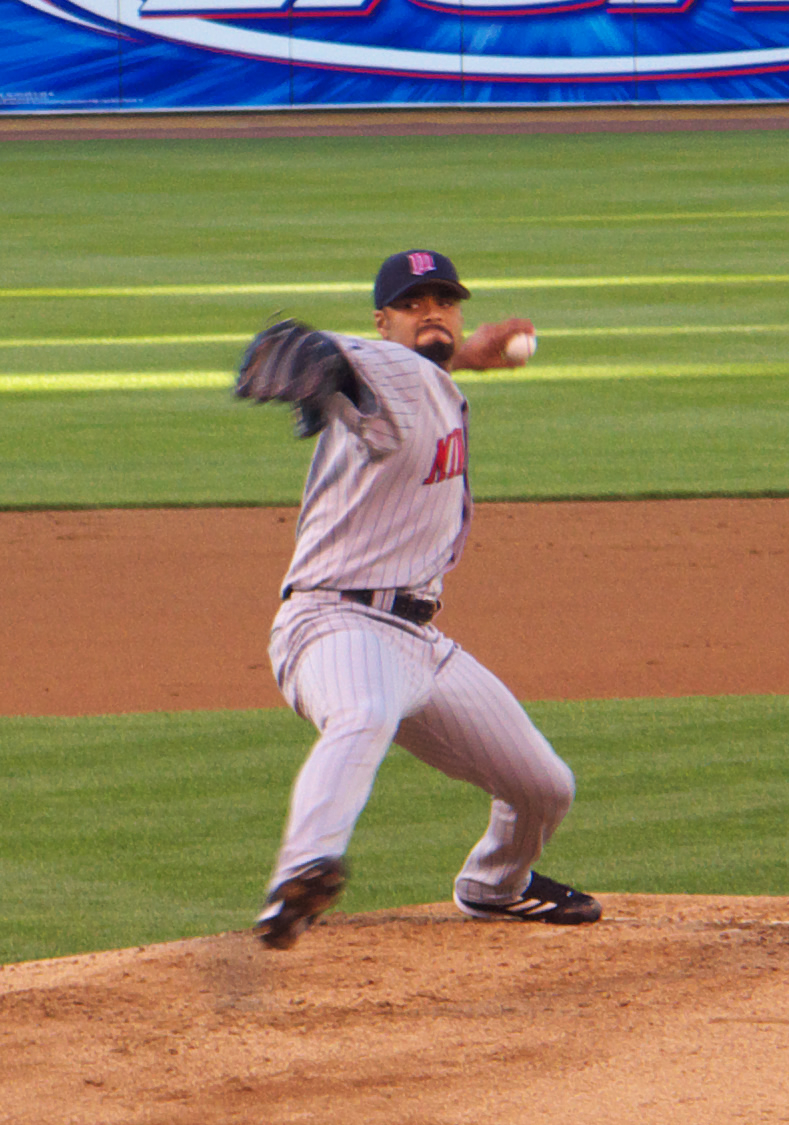
사이 영 상을 두 번 수상한 요한 산타나

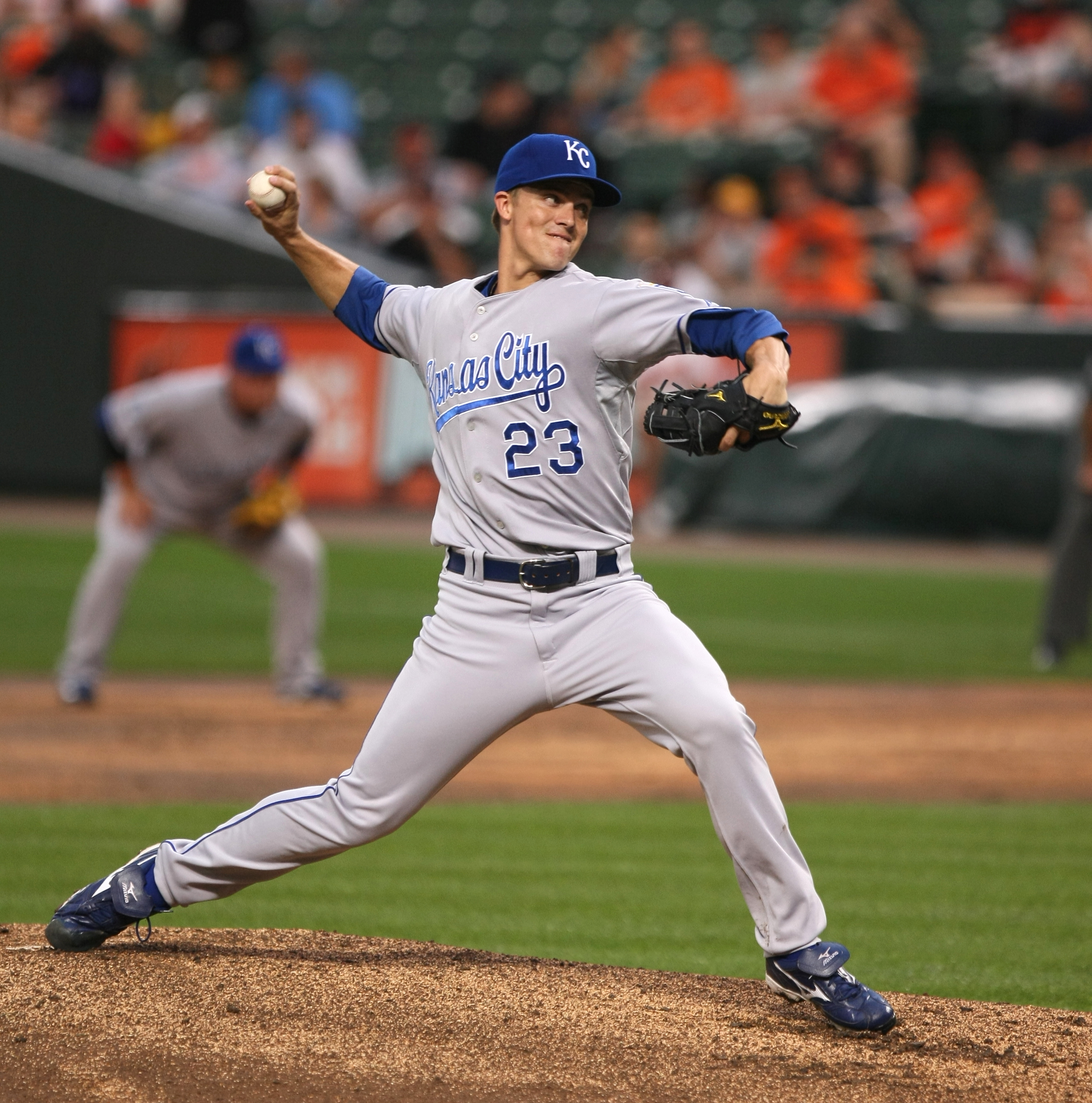
사이 영 상을 한 번 수상한 잭 그레인키

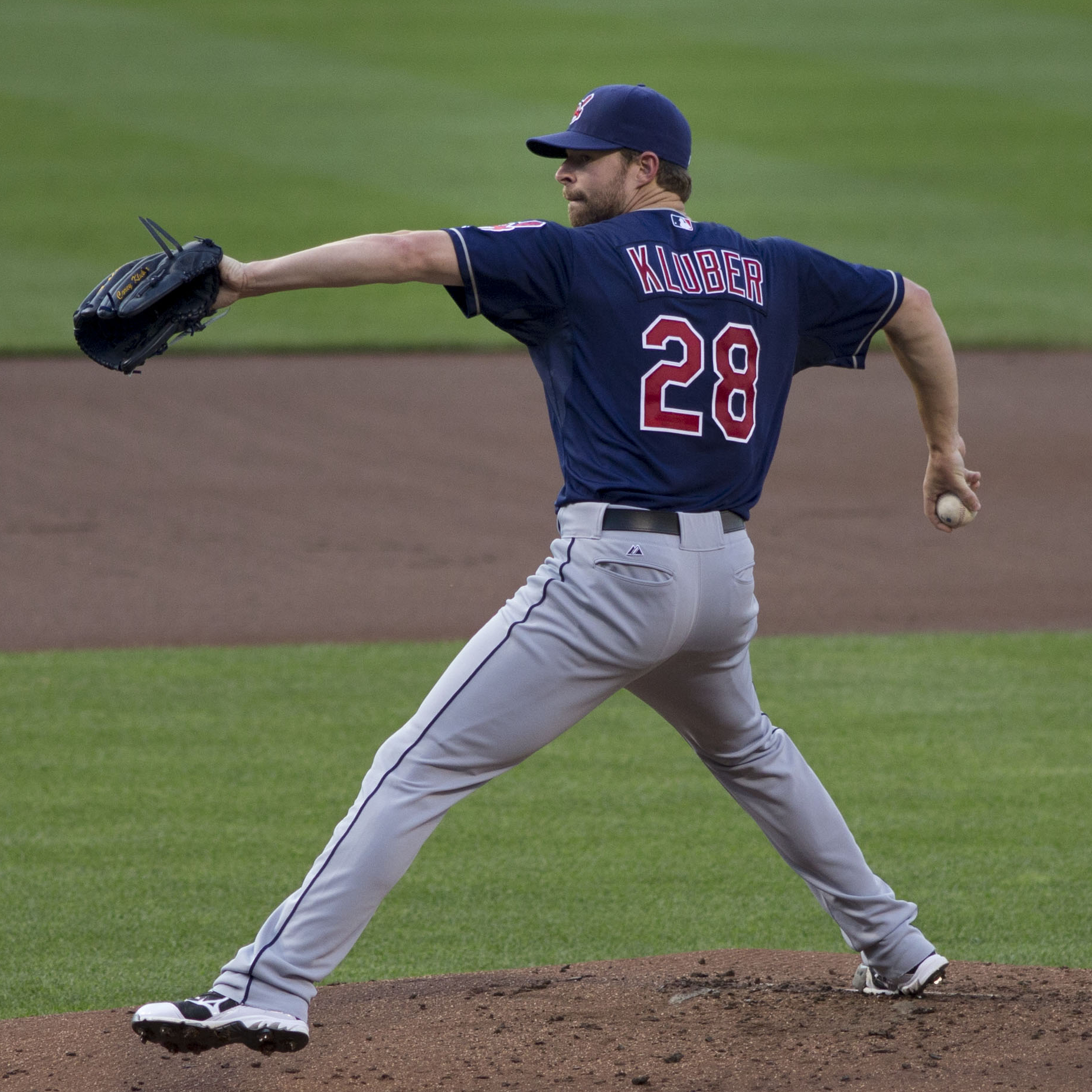
사이 영 상을 두 번 수상한 코리 클루버

| 연도 | 투수              | 팀                    | 승패  | 세이브 | ERA  | 이닝 | 탈삼진 |
| ---- | ----------------- | --------------------- | ----- | ------ | ---- | ---- | ------ |
| 1967 | 짐 론보그         | 보스턴 레드삭스       | 22–9  | 0      | 3.16 | 273⅓ | 246    |
| 1968 | 데니 맥클레인*    | 디트로이트 타이거즈   | 31–6  | 0      | 1.96 | 336  | 280    |
| 1969 | 마이크 쿠엘라     | 볼티모어 오리올스     | 23–11 | 0      | 2.38 | 325  | 182    |
| 1969 | 데니 맥클레인     | 디트로이트 타이거즈   | 24–9  | 0      | 2.80 | 290⅔ | 181    |
| 1970 | 짐 페리           | 미네소타 트윈스       | 24–12 | 0      | 3.04 | 278⅔ | 168    |
| 1971 | 비다 블루*        | 오클랜드 애슬레틱스   | 24–8  | 0      | 1.82 | 312  | 301    |
| 1972 | 게일로드 페리     | 클리블랜드 인디언스   | 24–16 | 1      | 1.92 | 342⅔ | 234    |
| 1973 | 짐 파머           | 볼티모어 오리올스     | 22–9  | 1      | 2.40 | 263⅔ | 168    |
| 1974 | 캣피쉬 헌터       | 오클랜드 애슬레틱스   | 25–12 | 0      | 2.49 | 318⅓ | 143    |
| 1975 | 짐 파머           | 볼티모어 오리올스     | 23–11 | 1      | 2.09 | 323  | 193    |
| 1976 | 짐 파머           | 볼티모어 오리올스     | 22–13 | 0      | 2.51 | 315  | 159    |
| 1977 | 스파키 라일       | 뉴욕 양키스           | 13–5  | 26     | 2.17 | 137  | 68     |
| 1978 | 론 기드리         | 뉴욕 양키스           | 25–3  | 0      | 1.74 | 273⅔ | 248    |
| 1979 | 마이크 플래너건   | 볼티모어 오리올스     | 23–9  | 0      | 3.08 | 265⅔ | 190    |
| 1980 | 스티브 스톤       | 볼티모어 오리올스     | 25–7  | 0      | 3.23 | 250⅔ | 149    |
| 1981 | 롤리 핑거스*      | 밀워키 브루어스       | 6–3   | 28     | 1.04 | 78   | 61     |
| 1982 | 피트 불코비치     | 밀워키 브루어스       | 18–6  | 0      | 3.34 | 223⅔ | 105    |
| 1983 | 라마르 호이트     | 시카고 화이트삭스     | 24–10 | 0      | 3.66 | 260⅔ | 148    |
| 1984 | 윌리 헤르난데스*  | 디트로이트 타이거즈   | 9–3   | 32     | 1.92 | 140⅓ | 112    |
| 1985 | 브렛 세이버하겐   | 캔자스시티 로열스     | 20–6  | 0      | 2.87 | 235⅓ | 158    |
| 1986 | 로저 클레멘스*    | 보스턴 레드삭스       | 24–4  | 0      | 2.48 | 254  | 238    |
| 1987 | 로저 클레멘스     | 보스턴 레드삭스       | 20–9  | 0      | 2.97 | 281⅔ | 256    |
| 1988 | 프랭크 비올라     | 미네소타 트윈스       | 24–7  | 0      | 2.64 | 255⅓ | 193    |
| 1989 | 브렛 세이버하겐   | 캔자스시티 로열스     | 23–6  | 0      | 2.16 | 262⅓ | 193    |
| 1990 | 밥 웰치           | 오클랜드 애슬레틱스   | 27–6  | 0      | 2.95 | 238  | 127    |
| 1991 | 로저 클레멘스     | 보스턴 레드삭스       | 18–10 | 0      | 2.62 | 271⅓ | 241    |
| 1992 | 데니스 에커슬리*  | 오클랜드 애슬레틱스   | 7–1   | 51     | 1.91 | 80   | 93     |
| 1993 | 잭 맥도웰         | 시카고 화이트삭스     | 22–10 | 0      | 3.37 | 256⅔ | 158    |
| 1994 | 데이비드 콘       | 캔자스시티 로열스     | 16–5  | 0      | 2.94 | 171⅔ | 132    |
| 1995 | 랜디 존슨         | 시애틀 매리너스       | 18–2  | 0      | 2.48 | 214⅓ | 294    |
| 1996 | 팻 헨트겐         | 토론토 블루제이스     | 20–10 | 0      | 3.22 | 265⅔ | 177    |
| 1997 | 로저 클레멘스     | 토론토 블루제이스     | 21–7  | 0      | 2.05 | 264  | 292    |
| 1998 | 로저 클레멘스     | 토론토 블루제이스     | 20–6  | 0      | 2.65 | 234⅔ | 271    |
| 1999 | 페드로 마르티네스 | 보스턴 레드삭스       | 23–4  | 0      | 2.07 | 213⅓ | 313    |
| 2000 | 페드로 마르티네스 | 보스턴 레드삭스       | 18–6  | 0      | 1.74 | 284  | 284    |
| 2001 | 로저 클레멘스     | 뉴욕 양키스           | 20–3  | 0      | 3.51 | 220⅓ | 213    |
| 2002 | 배리 지토         | 오클랜드 애슬레틱스   | 23–5  | 0      | 2.75 | 229⅓ | 182    |
| 2003 | 로이 할러데이     | 토론토 블루제이스     | 22–7  | 0      | 3.25 | 266  | 204    |
| 2004 | 요한 산타나       | 미네소타 트윈스       | 20–6  | 0      | 2.61 | 228  | 265    |
| 2005 | 바톨로 콜론       | 로스앤젤레스 에인절스 | 21–8  | 0      | 3.48 | 222⅔ | 157    |
| 2006 | 요한 산타나       | 미네소타 트윈스       | 19–6  | 0      | 2.77 | 233⅔ | 265    |
| 2007 | CC 사바시아       | 뉴욕 양키스           | 19–7  | 0      | 3.21 | 241  | 209    |
| 2008 | 클리프 리         | 클리블랜드 인디언스   | 22–3  | 0      | 2.54 | 223⅓ | 170    |
| 2009 | 잭 그레인키       | 캔자스시티 로열스     | 16–8  | 0      | 2.16 | 229⅓ | 242    |
| 2010 | 펠릭스 에르난데스 | 시애틀 매리너스       | 13–12 | 0      | 2.27 | 249⅔ | 232    |
| 2011 | 저스틴 벌랜더*    | 디트로이트 타이거즈   | 24–5  | 0      | 2.40 | 251  | 250    |
| 2012 | 데이비드 프라이스 | 탬파베이 레이스       | 20–5  | 0      | 2.56 | 211  | 205    |
| 2013 | 맥스 슈어저       | 디트로이트 타이거즈   | 21–3  | 0      | 2.90 | 214⅓ | 240    |
| 2014 | 코리 클루버       | 클리블랜드 인디언스   | 18–9  | 0      | 2.44 | 235⅔ | 269    |
| 2015 | 댈러스 카이클     | 휴스턴 애스트로스     | 20–8  | 0      | 2.48 | 232  | 216    |
| 2016 | 릭 포셀로         | 보스턴 레드삭스       | 22–4  | 0      | 3.15 | 223  | 189    |
| 2017 | 코리 클루버       | 클리블랜드 인디언스   | 18–4  | 0      | 2.25 | 203⅔ | 265    |
| 2018 | 블레이크 스넬     | 탬파베이 레이스       | 21–5  | 0      | 1.89 | 180⅔ | 221    |
| 2019 | 저스틴 벌랜더     | 휴스턴 애스트로스     | 21-6  | 0      | 2.58 | 223  | 300    |
| 2020 | 셰인 비버         | 클리블랜드 인디언스   | 8-1   | 0      | 1.63 | 77⅓  | 122    |
| 2021 | 로비 레이         | 토론토 블루제이스     | 13-7  | 0      | 2.84 | 193⅓ | 248    |
| 2022 | 저스틴 벌랜더     | 휴스턴 애스트로스     | 18-4  | 0      | 1.75 | 175  | 185    |
| 2023 | 게릿 콜           | 뉴욕 양키스           | 15-4  | 0      | 2.63 | 209  | 222    |

### 2회 이상 수상자

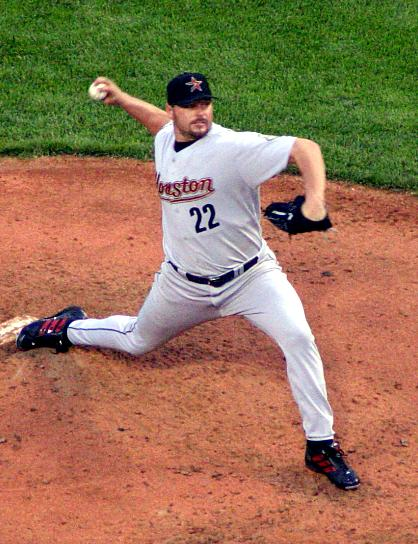
역대 최다인 사이 영 상을 일곱 번 수상한 로저 클레멘스

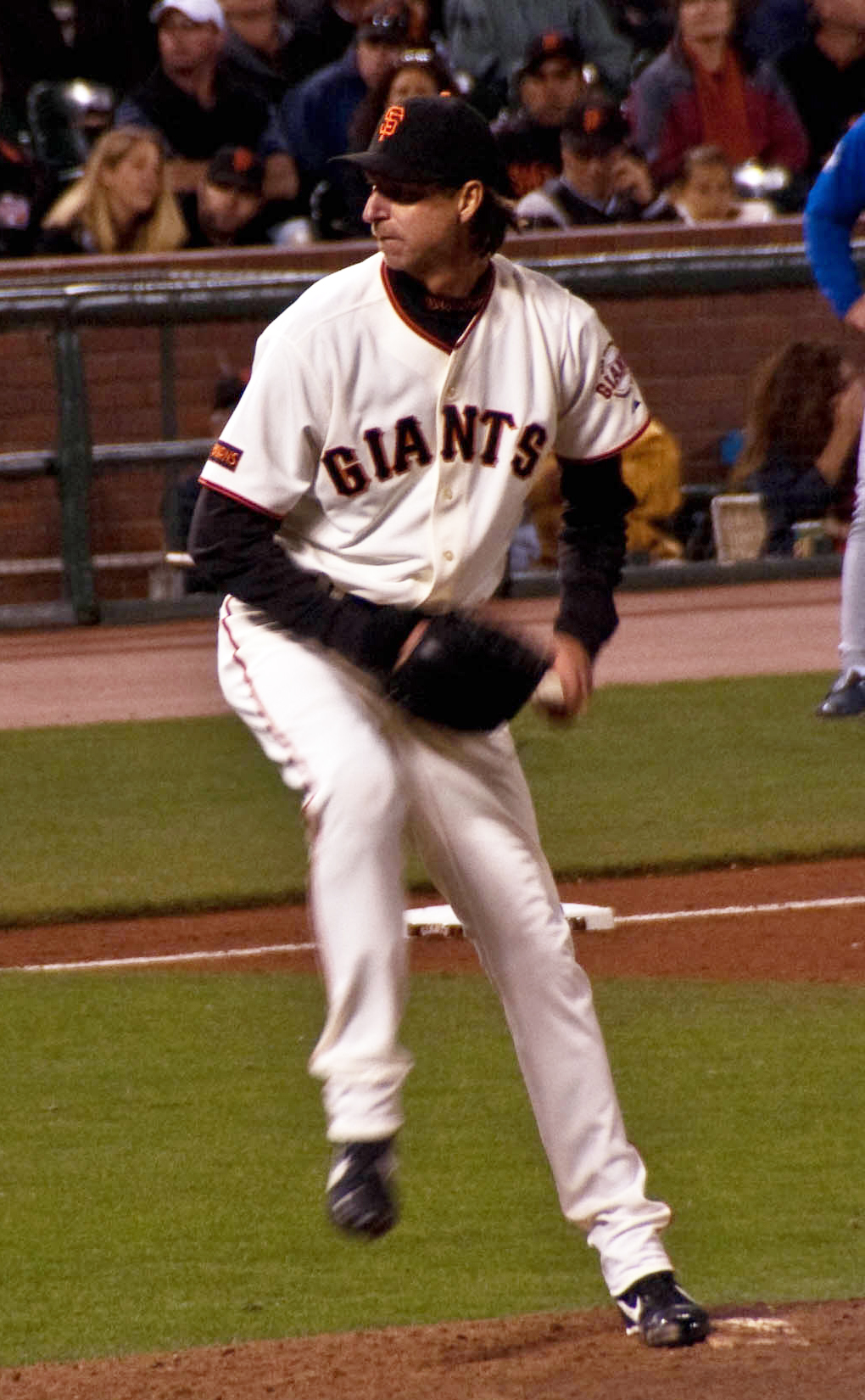
사이 영 상을 다섯 번 수상한 랜디 존슨

지금까지 19명의 선수들이 사이영 상을 2회 이상 수상하였다. 로저 클레멘스가 첫 수상과 마지막 수상의 18년 동안 총합 7번의 수상으로 최다 수상자이며, 그레그 매덕스(1992년 ~ 1995년)와 랜디 존슨(1999년 ~ 2002년)이 4회로 최다 연속 수상자이다. 로저 클레멘스, 랜디 존슨, 페드로 마르티네스, 게일로드 페리, 로이 할러데이, 맥스 슈어저의 6명은 양대 리그에서 모두 사이 영 상을 수상했으며, 샌디 쿠팩스는 양대 리그에서 통합하여 수상하던 시기에 유일하게 2회 이상 수상하였다. 로저 클레멘스는 두 번째 사이 영 상을 최연소로 수상했으며, 내셔널 리그에서는 팀 린스컴이, 좌완 투수로는 클레이턴 커쇼가 두 번째 사이 영 상을 최연소로 수상하였다. 또한 클레이턴 커쇼는 세 번째 사이 영 상을 최연소로 수상하였다.
| 투수              | 수상 횟수 | 연도                                     |
| ----------------- | --------- | ---------------------------------------- |
| 로저 클레멘스     | 7         | 1986, 1987, 1991, 1997, 1998, 2001, 2004 |
| 랜디 존슨         | 5         | 1995, 1999, 2000, 2001, 2002             |
| 스티브 칼턴       | 4         | 1972, 1977, 1980, 1982                   |
| 그레그 매덕스     | 4         | 1992, 1993, 1994, 1995                   |
| 샌디 쿠팩스       | 3         | 1963, 1965, 1966                         |
| 페드로 마르티네스 | 3         | 1997, 1999, 2000                         |
| 짐 파머           | 3         | 1973, 1975, 1976                         |
| 톰 시버           | 3         | 1969, 1973, 1975                         |
| 클레이튼 커쇼     | 3         | 2011, 2013, 2014                         |
| 맥스 슈어저       | 3         | 2013, 2016, 2017                         |
| 저스틴 벌랜더     | 3         | 2011, 2019, 2022                         |
| 밥 깁슨           | 2         | 1968, 1970                               |
| 톰 글래빈         | 2         | 1991, 1998                               |
| 로이 할러데이     | 2         | 2003, 2010                               |
| 팀 린스컴         | 2         | 2008, 2009                               |
| 데니 매클레인     | 2         | 1968, 1969                               |
| 게일로드 페리     | 2         | 1972, 1978                               |
| 브렛 세이버하겐   | 2         | 1985, 1989                               |
| 요한 산타나       | 2         | 2004, 2006                               |
| 코리 클루버       | 2         | 2014, 2017                               |
| 제이콥 디그롬     | 2         | 2018, 2019                               |
| 블레이크 스넬     | 2         | 2018, 2023                               |
| 코빈 번스         | 1         | 2021                                     |
| 로비 레이         | 1         | 2021                                     |
| 샌디 알칸타라     | 1         | 2022                                     |

### 팀별 수상자
| 팀                                | 수상 횟수 | 연도                                                                |
| --------------------------------- | --------- | ------------------------------------------------------------------- |
| 브루클린/로스앤젤레스 다저스      | 12        | 1956, 1962–1963, 1965–1966, 1974, 1981, 1988, 2003, 2011, 2013–2014 |
| 밀워키/애틀랜타 브레이브스        | 7         | 1957, 1991, 1993–1996, 1998                                         |
| 필라델피아 필리스                 | 7         | 1972, 1977, 1980, 1982–1983, 1987, 2010                             |
| 보스턴 레드삭스                   | 7         | 1967, 1986–1987, 1991, 1999–2000, 2016                              |
| 뉴욕 메츠                         | 7         | 1969, 1973, 1975, 1985, 2012, 2018, 2019                            |
| 볼티모어 오리올스                 | 6         | 1969, 1973, 1975–1976, 1979–1980                                    |
| 클리블랜드 인디언스               | 6         | 1972, 2007–2008, 2014, 2017, 2020                                   |
| 애리조나 다이아몬드백스           | 5         | 1999–2002, 2006                                                     |
| 디트로이트 타이거즈               | 5         | 1968–1969, 1984, 2011, 2013                                         |
| 뉴욕 양키스                       | 5         | 1958, 1961, 1977–1978, 2001                                         |
| 오클랜드 애슬레틱스               | 5         | 1971, 1974, 1990, 1992, 2002                                        |
| 시카고 컵스                       | 5         | 1971, 1979, 1984, 1992, 2015                                        |
| 휴스턴 애스트로스                 | 5         | 1986, 2004, 2015, 2019, 2022                                        |
| 토론토 블루제이스                 | 5         | 1996–1998, 2003, 2021                                               |
| 캔자스시티 로열스                 | 4         | 1985, 1989, 1994, 2009                                              |
| 미네소타 트윈스                   | 4         | 1970, 1988, 2004, 2006                                              |
| 샌디에이고 파드리스               | 4         | 1976, 1978, 1989, 2007                                              |
| 시카고 화이트삭스                 | 3         | 1959, 1983, 1993                                                    |
| 샌프란시스코 자이언츠             | 3         | 1967, 2008–2009                                                     |
| 세인트루이스 카디널스             | 3         | 1968, 1970, 2005                                                    |
| 몬트리올 엑스포스/워싱턴 내셔널스 | 3         | 1997, 2016-2017                                                     |
| 밀워키 브루어스                   | 3         | 1981-1982, 2021                                                     |
| 로스앤젤레스 에인절스             | 2         | 1964, 2005                                                          |
| 피츠버그 파이리츠                 | 2         | 1960, 1990                                                          |
| 시애틀 매리너스                   | 2         | 1995, 2010                                                          |
| 탬파베이 레이스                   | 2         | 2012, 2018                                                          |
| 신시내티 레즈                     | 1         | 2020                                                                |
| 마이애미 말린스                   | 1         | 2022                                                                |
| 콜로라도 로키스                   | 0         | 없음                                                                |
| 텍사스 레인저스                   | 0         | 없음                                                                |

### 만장일치 수상자
지금까지 17명의 선수가 사이 영 상을 만장일치로 총합 23번을 수상하였다.
5명의 선수는 최우수 선수상까지 동시에 수상하였다. (하단에 *이 표시됨; **은 MVP까지 만장일치로 수상한 선수이다.)
내셔널 리그에서는 11명의 선수가 사이 영 상을 만장일치로 총합 14번을 수상하였다.
- 샌디 쿠팩스 (1963*, 1965, 1966)
- 그레그 매덕스 (1994, 1995)
- 밥 깁슨 (1968*)
- 스티브 칼턴 (1972)
- 릭 섯클리프 (1984)
- 드와이트 구든 (1985)
- 오렐 허샤이저 (1988)
- 랜디 존슨 (2002)
- 제이크 피비 (2007)
- 로이 할러데이 (2010)
- 클레이턴 커쇼 (2014*)

아메리칸 리그에서는 6명의 선수가 사이 영 상을 만장일치로 총합 9번을 수상하였다.
- 데니 맥클레인 (1968**)
- 론 기드리 (1978)
- 로저 클레멘스 (1986*, 1998)
- 페드로 마르티네스 (1999, 2000)
- 요한 산타나 (2004, 2006)
- 저스틴 벌랜더 (2011*)
- 셰인 비버 (2020)

## 같이 보기
- 최동원상
- 사와무라 에이지상
- 골든 글러브 상